# Kamienica (powiat jaworski)
Kamienica (niem. Steinhäuser) – osada w Polsce położona w województwie dolnośląskim, w powiecie jaworskim, w gminie Paszowice.
W latach 1975–1998 miejscowość położona była w województwie legnickim.